# ベルリン国際航空宇宙ショー
ベルリン国際航空宇宙ショー（ベルリンこくさいこうくううちゅうショー、独: Internationale Luft- und Raumfahrtausstellung Berlin ; ILA Berlin Air Show、英: International Aerospace Exhibition）は、ベルリンのシェーネフェルト空港で開催される、航空宇宙機器の国際見本市。
ファーンボロー国際航空ショーやパリ航空ショーと並び、世界的に有名な航空ショーの一つである。

## 歴史
1909年から開催されている世界で最も古い航空ショー。航空宇宙産業の国際見本市であり、同時に航空宇宙分野の会議も行われる。2009年5月27日に100周年を迎えた。
東西ドイツ統一後の1992年、64年ぶりに開催場所がハノーファーからベルリンにもどった。さらに、2006年からは開催期間が大幅に短縮され、6日間の開催期間のうち前半の3日が見本市として限定公開、後半の3日は一般にも広く公開されている。
期間中に様々なデモンストレーションが行われるが、軍用機でのスモークを使用した派手なアクロバット飛行は安全上の問題のため行われていない。

### 開催日程
初期は不定期に開催されていたが、1960年からは偶数年ごとに開催されている。
- 2008年5月27日 - 6月1日
- 2010年6月8日 - 13日
- 2012年9月11日 - 16日[1]
- 2014年5月20日 - 25日[2]
- 2016年6月1日 - 4日[3]
- 2018年4月25日 - 29日[4]